# Santa Maria da Graça
Santa Maria da Graça is een plaats (freguesia) in de Portugese gemeente Setúbal en telt 5340 inwoners (2001).